# Liste des archevêques de Washington
La liste des archevêques de Washington recense les noms des archevêques qui se sont succédé sur le siège épiscopal de Washington, aux États-Unis depuis la création de l'archidiocèse de Washington (Archidioecesis Vashingtonensis) le 22 juillet 1939, par scission de celui de Baltimore. 
L'archevêque de Baltimore en place à cette date, Michael Curley, occupe alors simultanément, et jusqu'à son décès en 1947 les fonctions d'archevêque de Baltimore et de Washington. 

## Sont archevêques
- 22 juillet 1939-† 16 mai 1947 : Michael Curley (Michaël Joseph Curley), également archevêque de Baltimore. Il siège à Baltimore.
- 27 novembre 1947-3 mars 1973 : cardinal (26 juin 1967) Patrick O'Boyle (Patrick Aloysius O'Boyle, ou Patrick Louis O'Boyle), premier archevêque résidant à Washington.
- 5 mars 1973-18 mars 1980 : cardinal (24 mai 1976),† 23 juillet 2015,  William Baum (William Wakefield Baum)
- 17 juin 1980-21 novembre 2000 : cardinal (28 juin 1988) James Hickey (James Aloysius Hickey)
- 21 novembre 2000-16 mai 2006 : cardinal (21 février 2001) Theodore McCarrick (Theodore Edgar McCarrick)
- 16 mai 2006-12 octobre 2018 : cardinal (20 novembre 2010) Donald Wuerl (Donald William Wuerl)
- 4 avril 2019-6 janvier 2025: Wilton Gregory (Wilton Daniel Gregory)
- depuis le 6 janvier 2025: Robert McElroy (Robert Walter McElroy)

## Galerie de portraits

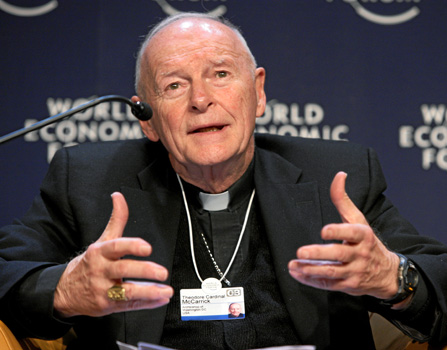
Theodore McCarrick (2000-2006)

## Sources
- (en) Fiche de l'archidiocèse sur catholic-hierarchy.org